# Chanteau
Chanteau – miejscowość i gmina we Francji, w Regionie Centralnym, w departamencie Loiret.
Według danych na rok 1990 gminę zamieszkiwały 993 osoby, a gęstość zaludnienia wynosiła 34 osoby/km² (wśród 1842 gmin Regionu Centralnego Chanteau plasuje się na 398. miejscu pod względem liczby ludności, natomiast pod względem powierzchni na miejscu 359.).